# Catoca

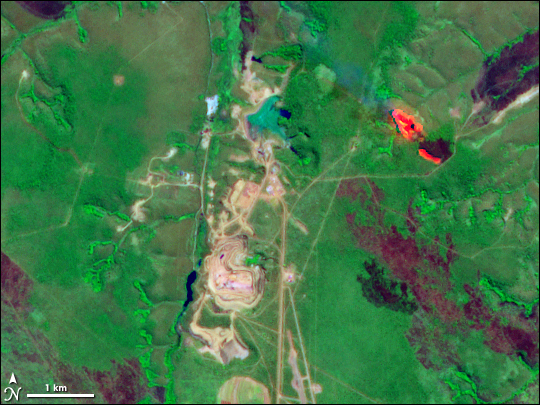
Miniera di diamanti Catoca in Angola

Catoca è una miniera di diamanti dell'Angola. Situata una trentina di chilometri a nord ovest della città di Saurimo nella provincia di Lunda Sud in Angola. È per produzione la quarta miniera di diamanti del mondo. Il consorzio proprietario della miniera è per il 32.8% di Endiama di proprietà dello stato dell'Angola, al 32.8% di Alrosa, la più importante società russa attiva nell'estrazione e commercio di diamanti e al 16.8% di Diamond Finance CY BV Group. La miniera sfrutta un giacimento di Kimberlite.
La miniera ha prodotto 1.8 milioni di carati (equivalente a 360 kg di diamanti) nel 2000 e 2.6 milioni (520 kg) nel 2001. La qualità dei diamanti estratti e molto buona con il 35% di gemme, contro una media 20% per questo tipo di miniere. Si stima che le riserve presenti nel giacimento siano dell'ordine dei 60 milioni di carati (12'000 kg).